# Achada Tossa
Achada Tossa es una localidad caboverdiana del municipio de Santa Catarina.

## Geografía
La localidad está situada en la isla de Santiago.

## Organización territorial
La localidad abarca los lugares y barrios de:
- Achada Tossa
- Assomadinho
- Barreira
- Carrapato
- Covão de Papai
- Cutelo
- Lém Almeida
- Lém Borrada
- Malveira
- Manipo
- Monte